# Vulcaniella kabulensis
Vulcaniella kabulensis là một loài bướm đêm thuộc họ Cosmopterigidae. Nó là loài đặc hữu của Afghanistan.
The length of the forewings of the male is ca. 4 mm.